# St. Hanshaugen
St. Hanshaugen är en administrativ stadsdel (bydel) i centrala Oslos västra del, på västkanten. Denna stadsdel har, liksom stadsdelen Frogner, genom åren varit bostadsområde för överklassen och har även i dag bostadspriser som hör till de högsta i Norge. St. Hanshaugen har 38 945 invånare (2020) på en yta av 3,6 km². 
Den administrativa stadsdelen St. Hanshaugen består av flera områden (strøk), varav ett av dessa områden också heter St. Hanshaugen. Bland övriga områden inom stadsdelen kan nämnas Hammersborg, Gamle Aker, Bislett, Bolteløkka, Lovisenberg, Meyerløkka och Adamstuen.